# Plecoptera reflexa
Plecoptera reflexa är en fjärilsart som beskrevs av Achille Guenée. Plecoptera reflexa ingår i släktet Plecoptera och familjen nattflyn. Inga underarter finns listade i Catalogue of Life.